# 갈색거미원숭이
갈색거미원숭이(Ateles hybridus)는 신세계원숭이에 속하는 거미원숭이의 일종이다. 남아메리카의 콜롬비아와 베네수엘라에서 발견된다. 다른 거미원숭이들처럼, 매우 길고 허약한 앞다리를 갖고 있으며, 거의 다섯 번째 다리라고 불릴 수 있을 정도로 물건을 잡을 수 있는 길다란 꼬리를 지니고 있다. 그 꼬리는 아주 유연하고, 털이 없는 꼬리 끝은 주름이 있어서, 나뭇가지를 붙잡기 편하기 되어 있으며, 나무 위에서의 생활에 아주 잘 적응하여 발달돼 있다. 현재 멸종위급종이며, 야생에 아주 일부만이 남아 있다.